# Piotr Stchastlivy
Piotr Vassilievitch Stchastlivy - en russe : Пётр Васильевич Счастливый  et en anglais : Petr Schastlivy - (né le 18 avril 1979 à Angarsk en URSS) est un joueur professionnel russe de hockey sur glace. Il évolue au poste d'ailier.

## Biographie

### Carrière en club
À l'âge de huit ans, il commence le hockey sur glace à l'école de glace du Iermak Angarsk. Son premier entraîneur est Valeri Kalachnikov. Il débute dans la Pervaïa liga à l'âge de 14 ans en compagnie d'un autre garçon de son âge Sergueï Verenikine. Il déménage à Iaroslavl à l'âge de 18 ans et en 1997 avec le Torpedo Iaroslavl en Vyschaïa Liga. Il joue quatre matchs de Superliga avec l'équipe première dans sa première saison. Il est choisi en 1998 au cours du repêchage d'entrée dans la Ligue nationale de hockey par les Sénateurs d'Ottawa en 4e ronde, en 101e position.
Il part alors en Amérique du Nord. Il joue son premier dans la LNH avec les Sénateurs le 3 janvier 2000 contre les Devils du New Jersey,. Il est le second joueur formé au Iermak Angarsk a joué dans la LNH après Sergueï Krivokrassov en 1992. Le 29 janvier 2000, il inscrit sa première assistance contre les Rangers de New York. Le 4 avril 2000, il marque son premier but contre les Capitals de Washington. Parallèlement assigné aux Griffins de Grand Rapids de la ligue internationale, il s'incline en finale de la Coupe Turner.
Le 4 février 2004, il est échangé aux Mighty Ducks d'Anaheim en retour de Todd Simpson. À la fin de cette saison, libre de tout contrat et en raison du lock-out de la LNH, il revient au Lokomotiv Iaroslavl. Il intègre l'effectif du Khimik Moskovskaïa Oblast en 2006. En 2007, il signe au HK CSKA Moscou entraîné par Viatcheslav Bykov, également sélectionneur national. En 2008, la Superliga est remplacée par une nouvelle compétition en Eurasie, la Ligue continentale de hockey. L'équipe est battue par le HK Dinamo Moscou en quart de finale de la Coupe Gagarine. Au mois de juillet, l'Avangard Omsk tente de faire venir Stchaslivy avec le CSKA Moscou pour ensuite l'échanger à Konstantin Koltsov du Salavat Ioulaïev Oufa. La transaction échoue, d'autant plus que Schastlivy souhaite rester au club de l'armée. Le nouvel entraîneur Sergueï Nemtchinov l'a nommé l'assistant capitaine de Konstantine Korneïev en 2009. Le 30 janvier 2010, il est échangé au Salavat Ioulaïev Oufa en retour d'Ilia Zoubov et d'un choix de seconde ronde au Repêchage d'entrée dans la KHL 2010. Il remporte la Coupe Gagarine 2011 avec le Salavat.

### Carrière internationale
Il représente la Russie en senior depuis 2006. Il a été capitaine de la sélection lors du championnat du monde 2007.

## Trophées et honneurs personnels
- Ligue internationale de hockey
  - 1999-2000 : participe au Match des étoiles[10].
- Coupe Karjala
  - 2006 : meilleur buteur.

## Statistiques

### En club
| Saison     | Équipe                    | Ligue         |     | Saison régulière | Saison régulière | Saison régulière | Saison régulière | Saison régulière |    | Séries éliminatoires | Séries éliminatoires | Séries éliminatoires | Séries éliminatoires | Séries éliminatoires |
| Saison     | Équipe                    | Ligue         | PJ  | B                | A                | Pts              | Pun              | PJ               | B  | A                    | Pts                  | Pun                  |                      |                      |
| 1996-1997  | Iermak Angarsk            | Pervaïa liga  |     |                  |                  |                  |                  |                  |    |                      |                      |                      |                      |                      |
| 1997-1998  | Torpedo Iaroslavl 2       | Vyschaïa liga | 47  | 15               | 9                | 24               | 34               |                  |    |                      |                      |                      |                      |                      |
| 1997-1998  | Torpedo Iaroslavl         | Superliga     | 4   | 0                | 0                | 0                | 0                |                  |    |                      |                      |                      |                      |                      |
| 1998-1999  | Torpedo Iaroslavl 2       | Vyschaïa liga | 3   | 2                | 3                | 5                | 8                |                  |    |                      |                      |                      |                      |                      |
| 1998-1999  | Torpedo Iaroslavl         | Superliga     | 40  | 6                | 1                | 7                | 28               | 6                | 0  | 0                    | 0                    | 2                    |                      |                      |
| 1999-2000  | Griffins de Grand Rapids  | LIH           | 46  | 16               | 12               | 28               | 10               | 17               | 8  | 7                    | 15                   | 6                    |                      |                      |
| 1999-2000  | Sénateurs d'Ottawa        | LNH           | 13  | 2                | 5                | 7                | 2                | 1                | 0  | 0                    | 0                    | 0                    |                      |                      |
| 2000-2001  | Griffins de Grand Rapids  | LIH           | 43  | 10               | 14               | 24               | 10               | 7                | 4  | 4                    | 8                    | 0                    |                      |                      |
| 2000-2001  | Sénateurs d'Ottawa        | LNH           | 17  | 3                | 2                | 5                | 6                | --               | -- | --                   | --                   | --                   |                      |                      |
| 2001-2002  | Sénateurs d'Ottawa        | LNH           | 1   | 0                | 1                | 1                | 0                | --               | -- | --                   | --                   | --                   |                      |                      |
| 2001-2002  | Griffins de Grand Rapids  | LAH           | 31  | 22               | 13               | 35               | 10               | --               | -- | --                   | --                   | --                   |                      |                      |
| 2002-2003  | Sénateurs d'Ottawa        | LNH           | 33  | 9                | 10               | 19               | 4                | --               | -- | --                   | --                   | --                   |                      |                      |
| 2003-2004  | Sénateurs d'Ottawa        | LNH           | 43  | 2                | 4                | 6                | 14               | --               | -- | --                   | --                   | --                   |                      |                      |
| 2003-2004  | Mighty Ducks d'Anaheim    | LNH           | 22  | 2                | 0                | 2                | 4                | --               | -- | --                   | --                   | --                   |                      |                      |
| 2004-2005  | Lokomotiv Iaroslavl       | Superliga     | 58  | 15               | 14               | 29               | 28               | 9                | 1  | 3                    | 4                    | 2                    |                      |                      |
| 2005-2006  | Lokomotiv Iaroslavl       | Superliga     | 49  | 14               | 16               | 30               | 47               | 11               | 4  | 3                    | 7                    | 10                   |                      |                      |
| 2006-2007  | Khimik Moskovskaïa Oblast | Superliga     | 54  | 16               | 18               | 34               | 30               | 9                | 1  | 1                    | 2                    | 4                    |                      |                      |
| 2007-2008  | HK CSKA Moscou            | Superliga     | 23  | 4                | 6                | 10               | 8                | 6                | 3  | 0                    | 3                    | 4                    |                      |                      |
| 2008-2009  | CSKA Moscou               | KHL           | 54  | 19               | 12               | 31               | 22               | 8                | 0  | 1                    | 1                    | 4                    |                      |                      |
| 2009-2010  | CSKA Moscou               | KHL           | 42  | 11               | 13               | 24               | 14               |                  |    |                      |                      |                      |                      |                      |
| 2009-2010  | Salavat Ioulaïev Oufa     | KHL           | 7   | 1                | 3                | 4                | 0                | 16               | 2  | 1                    | 3                    | 4                    |                      |                      |
| 2010-2011  | Salavat Ioulaïev Oufa     | KHL           | 53  | 10               | 13               | 23               | 14               | 21               | 5  | 0                    | 5                    | 6                    |                      |                      |
| 2011-2012  | Salavat Ioulaïev Oufa     | KHL           | 54  | 8                | 10               | 18               | 14               | 6                | 0  | 0                    | 0                    | 0                    |                      |                      |
| 2012-2013  | Torpedo Nijni Novgorod    | KHL           | 43  | 10               | 9                | 19               | 12               | -                | -  | -                    | -                    | -                    |                      |                      |
| 2013-2014  | Torpedo Nijni Novgorod    | KHL           | 22  | 0                | 2                | 2                | 6                | -                | -  | -                    | -                    | -                    |                      |                      |
| 2013-2014  | HK Sarov                  | VHL           | 10  | 4                | 5                | 9                | 2                | -                | -  | -                    | -                    | -                    |                      |                      |
| 2014-2015  | Dinamo Riga               | KHL           | 27  | 5                | 5                | 10               | 4                | -                | -  | -                    | -                    | -                    |                      |                      |
| 2014-2015  | HK Sotchi                 | KHL           | 22  | 5                | 4                | 9                | 8                | 4                | 0  | 2                    | 2                    | 0                    |                      |                      |
| 2015-2016  | HK Sotchi                 | KHL           | 46  | 8                | 9                | 17               | 21               | 4                | 0  | 0                    | 0                    | 0                    |                      |                      |
| 2016-2017  | Dinamo Riga               | KHL           | 46  | 6                | 6                | 12               | 12               | -                | -  | -                    | -                    | -                    |                      |                      |
| 2017-2018  | Metallourg Novokouznetsk  | VHL           | 3   | 0                | 0                | 0                | 2                | -                | -  | -                    | -                    | -                    |                      |                      |
| 2017-2018  | SC Csíkszereda            | Erste Liga    | 25  | 10               | 18               | 28               |                  | 8                | 8  | 5                    | 13                   |                      |                      |                      |
| 2017-2018  | SC Csíkszereda            | Roumanie      | 10  | 13               | 6                | 19               | 0                | 8                | 11 | 8                    | 19                   | 0                    |                      |                      |
| 2018-2019  | SC Csíkszereda            | Roumanie      | 1   | 1                | 4                | 5                | 2                | -                | -  | -                    | -                    | -                    |                      |                      |
| Totaux LNH | Totaux LNH                | Totaux LNH    | 129 | 18               | 22               | 40               | 30               | 1                | 0  | 0                    | 0                    | 0                    |                      |                      |
| Totaux KHL | Totaux KHL                | Totaux KHL    | 416 | 83               | 85               | 168              | 127              | 59               | 7  | 4                    | 11                   | 16                   |                      |                      |

### En équipe nationale
| Année | Événement                   |   | PJ | B | A | Pts | Pun | +/-                |  | Résultat |
| 1999  | Championnat du monde junior | 7 | 3  | 4 | 7 | 4   | +4  | Médaille d'or      |  |          |
| 2007  | Championnat du monde        | 8 | 3  | 1 | 4 | 2   | +4  | Médaille de bronze |  |          |